# Château de Meslien
Le château de Meslien est un édifice situé à Cléguer, en France.

## Situation
Le château est situé sur le territoire de la commune de Cléguer, au lieu-dit Meslien, dans le département du Morbihan, en région Bretagne.

## Description
Le château date des XVIIe et XVIIIe siècles, de type malouinière, plan régulier, composé d'un corps de logis à étage carré et étage de comble à élévation ordonnancée à cinq travées, encadré de deux avant-corps latéraux légèrement saillants. La distribution est assurée par un escalier dans-œuvre à retours avec jour en charpente. Adossée au mur nord de l'enclos, l'orangerie eu rez-de-chaussée, partiellement enduite est couverte d'une toiture à longs pans recouverte d'ardoises. Le colombier est en moellon. Le bassin quadrilobe est en pierre de taille de granite. À l'est du chateau, un second enclos regroupe la chapelle et la ferme. La chapelle non orientée, à vaisseau unique est en moellon partiellement enduit à toit à longs pans à croupe polygonale à l'ouest, à pignon découvert à l'est, le clocher étant couvert d'un toit à l'impériale. Le corps de ferme, regroupant logement et étable, est en moellon, à comble à surcroît ouvert de lucarne à pignon. La dépendance en retour est également en moellon, à comble à surcroît à pignon couvert. Le corps de ferme au sud de l'enclos, peut-être Ty Glas, possède une structure à pièce unique avec haut comble à surcroît ; il est en moellon de granite et arbore cinq rangs de boulins en façade. Les piliers d'entrée, en pierre de taille, sont ornés de lions couchés portant les armes des Robecq alliées à celles des Le Grand. Il est orné au-dessus de l'entrée principale d'un cadran solaire portant le millésime de 1566. Son jardin d'agrément date de la décennie 1780.

## Histoire
Le château est édifié de 1783 à 1789 par Charles de Robecq, au sud d'un manoir déclaré en ruines en 1793 et aujourd'hui disparu dont il ne reste que le colombier, en ruines, et la métairie noble, peut-être Ty Glas, du XVIIe siècle. Le manoir est attesté en 1448 dans les textes anciens avec la famille Le Pavec. Le nom de Robecq apparaît en 1707.
Il est inscrit à l'inventaire général du patrimoine culturel.

## Galerie

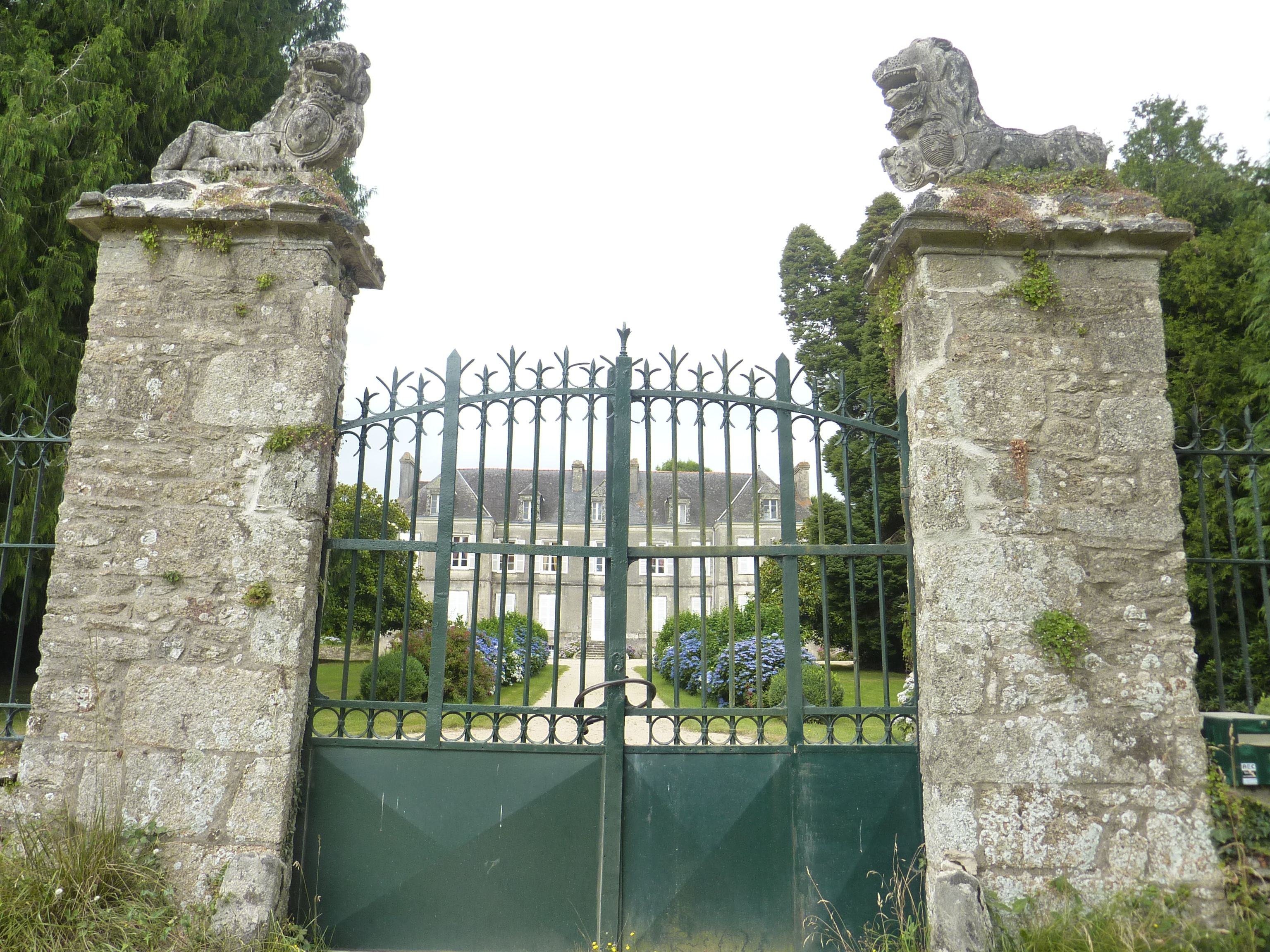
Portail d'entrée du château de Meslien.